# Париска улица (Сомбор)
| Улица Париска   | Улица Париска                                              |
| --------------- | ---------------------------------------------------------- |
|                 |                                                            |
| Почетак         | Трг светог Тројства и Улица Лазе Костића                   |
| Крај            | Венац војводе Степе Степановића                            |
| Дужина          | 230 m                                                      |
| Ширина          | 4,5 до 5,5 m                                               |
| Створена        |                                                            |
| Названа         |                                                            |
| Стари називи    | Улица Зринског, Новопоштанска улица, Улица Париске комуне. |
|                 |                                                            |
|                 |                                                            |
| Поглед на улицу |                                                            |

Улица Париска једна је од најстаријих градских улица у Сомбору. Протеже се правцем који повезује Трг Светог тројства и Венац војводе Степе Степановића.

## Историјат
Познато је да је улица постојала у време турске управе градом. Половином 19. века улица је названа Новопоштанском, а крајем 19. века добија назив Улица Зринског.
После Првог светског рата улица је добила назив Париска, а након Другог светског рата добија назив улица Париске комуне. Данас се поново зове Париска.
Улица је поплочана половином седамдесетих година 19. века.
Иако је град Сомбор град зеленила, ова улица због уског простора, није била озелењена.

## О улици
Ова улица је традиционално била средиште занатских радњи, тако да је и данас задржала ту функцију као што је то било и у прошлости. 
Данас се у Париској улици налази  већи број објеката у којима су смештене фирме, услужне делатности, као и велики број продавница. Мањи део чине стамбене куће.

## Суседне улице
- Трг светог Тројства
- Венац војводе Степе Степановића
- Улица Лазе Костића

## Париском улицом
Неки од значајнијих објеката у улици су:
- На броју 3 - туристича организација Еуро-Лине Пекез,
- На броју 6 - Апотека "Златни лав" - основана 1994. године,
- На броју 9 - новосаграђени троспратни Пословни центар са мноштвом продавница и локала различите намене,
- На броју 15 - Винотека "Драгић"- продаја и дистрибуција вина Винарије "Драгић" чији се комплекс винарије и виноград налазе у Риђици на старом путу Београд- Будимпешта, који се од давнина назива "Царски друм", недалеко од мађарске границе. Комплекс винарије је смештен у самом центру винограда, а састоји се из више објеката, међусобно повезаних подрумима - винарије, енотеке, винског подрума за дегустацију вина и видиковца.[2]

У улици се налази неколико кафића и ресторана, а један од познатијих је View, који је смештен у Пословном центру на последњем спрату и са кога се пружа величанствен поглед на Сомбор.

## Галерија
- Винотека "Драгић"
- Новосаграђени Тржни центар
- Поглед на улицу са Трга Светог Тројства
- Апотека "Злтни лав"